# Philip Otele
Philip Porwei Otele (n. 15 aprilie 1999, Port Harcourt, Statul Rivers, Nigeria) este un fotbalist nigerian, care joacă pe post de extremă la Al Wahda SCC în UAE Football League.